# 粛川駅
粛川駅（スクチョンえき）は朝鮮民主主義人民共和国平安南道粛川郡粛川邑にある、朝鮮民主主義人民共和国鉄道省平義線の駅である。粛川郡の中心駅であり、1908年の京義線の全区間開通と共に開業した。

## 隣の駅
朝鮮民主主義人民共和国鉄道省
平義線
漁波駅 - 粛川駅 - 文徳駅